# Comarca da Terra de Soneira
A Comarca da Terra de Soneira é uma comarca galega que inclui os seguintes três concelhos: Camarinhas, Vimianço e Sás. Limita a Norte com a comarca de Bergantinhos; a Leste e Sul com a de comarca do Xallas; e, a Oeste, com a Comarca de Fisterra.